# Lagynidae
Cet article concerne la famille de foraminifères des Lagynidae Schultze, 1854. Pour l'unique genre de la famille de ciliés des Lagynidae Sola et al., 1990 (nom illégitime), voir Lagynus.
Famille
Les Lagynidae sont une famille de Foraminifères benthiques de l'ordre des Allogromiida.

## Systématique
Le nom valide complet (avec auteur) de ce taxon est Lagynidae Schultze, 1854.

## Liste des genres
Selon le World Register of Marine Species (29 octobre 2023) :
- Apogromia De Saedeleer, 1934
- Belaria De Saedeleer, 1934
- Boderia Wright, 1867
- Cystophrys Archer, 1869
- Diplophrys Barker, 1868
- Heterogromia De Saedeleer, 1934
- Kibisidytes Jepps, 1934
- Lagynis Schultze, 1854
- Microcometes Cienkowski, 1876
- Myxotheca Schaudinn, 1893
- Ophiotuba Rhumbler, 1894
- Pilalla Rhumbler, 1935
- Plagiophrys Claparède & Lachmann, 1859
- Pseudoditrema Deflandre in Grassé, 1953
- Rhumblerinella Schmidt, 1929
- Schultzella Rhumbler, 1904

Selon The Taxonomicon (29 octobre 2023) :
Sous-famille des Belariinae Mikhalevich, 1999
- Belaria de Saedeleer, 1934
- Cystophrys Archer, 1869

Sous-famille des Lagyninae Schultze, 1854
- Lagynis Schultze, 1854
- Plagiophrys Claparède & Lachmann, 1859
- Myxotheca Schaudinn, 1893
- Ophiotuba Rhumbler, 1894
- Schultzella Rhumbler, 1903
- Rhumblerinella Schmidt, 1929
- Pilalla Rhumbler, 1935
- Pseudoditrema Deflandre, 1953
- Heterotheca Grell, 1988, nom. illeg.

## Publication originale
- (de) Max Schultze, Über den Organismus der Polythalamien (Foraminiferen) nebst Bemerkungen über die Rhizopoden im Allgemeinen, Leipzig, W. Engelmann, 1854 (lire en ligne), p. 1-68